# Латроніко
Латроніко (італ. Latronico) — муніципалітет в Італії, у регіоні Базиліката,  провінція Потенца.
Латроніко розташоване на відстані близько 360 км на південний схід від Рима, 65 км на південь від Потенци.
Населення — 4599 осіб (2014).
Щорічний фестиваль відбувається 1 вересня. Покровитель — Sant'Egidio.

## Демографія
Населення за роками:

Станом на 1 січня 2023 року в муніципалітеті офіційно проживали 162 іноземці з 29 країн, серед них 41 громадянин країн Євросоюзу та 2 громадяни України.

## Сусідні муніципалітети
- Карбоне
- Кастеллуччо-Інферіоре
- Кастеллуччо-Суперіоре
- Кастельсарачено
- Епіскопія
- Фарделла
- Лаурія